# 芝郵便局
芝郵便局（しばゆうびんきょく）は、東京都港区にある郵便局。民営化前の分類では集配普通郵便局であった。

## 概要
住所：〒105-8799 東京都港区西新橋3-22-5

### 併設施設
- ゆうちょ銀行芝店（本店芝出張所）：取扱店番号010220

### 作業所
- 麻布台ヒルズロジスティクスベース（010221）[1] - 住所：〒106-0041 東京都港区麻布台1-3-1 麻布台ヒルズ タワープラザ
- 銀座作業所（017950）[1] - 住所：〒100-8799 東京都中央区銀座8-20-26（銀座郵便局に併設）

## 沿革
- 1891年（明治24年）3月16日 - 西久保郵便支局として、芝区芝西久保神谷町に開設[2]。
- 1896年（明治29年）11月1日 - 西久保郵便電信支局となる[2]。
- 1903年（明治36年）4月9日 - 通信官署官制の施行に伴い西久保郵便局（二等）となる[2]。
- 1904年（明治37年）3月31日 - 東京芝郵便局に改称[2]。
- 1906年（明治39年）1月1日 - 芝郵便局に改称[2]。
- 1909年（明治42年）4月1日 - 愛宕町の新局舎へ移転[2]。
- 1965年（昭和40年）6月 - 局舎落成。
- 1981年（昭和56年）4月 - 局舎新築。
- 1993年（平成5年）7月1日 - 外国通貨の両替および旅行小切手の売買に関する業務の取扱を開始[3]。
- 2007年（平成19年）10月1日 - 民営化に伴い、併設された郵便事業芝支店、ゆうちょ銀行芝店に一部業務を移管。
- 2010年（平成22年）5月6日 - 郵便事業麻布支店の廃止を受け、同支店の集配区の業務を郵便事業芝支店が継承。
- 2012年（平成24年）10月1日 - 日本郵便株式会社の発足に伴い、郵便事業芝支店を芝郵便局に統合。
- 2016年（平成28年）8月22日 - ゆうゆう窓口の24時間営業を廃止。

## 取扱内容

### 芝郵便局
- 郵便、印紙、ゆうパック、内容証明
- 生命保険、バイク自賠責保険
- 港区内の一部地域（〒105-xxxx、106-xxxxの地域）の集配業務
- ゆうゆう窓口

### ゆうちょ銀行芝店
- 貯金、貸付、為替、振替、振込、国際送金、外貨両替、国債、投資信託、変額年金保険、
- ATM

## 風景印
- 形は円形の普通印の様に見えるが、東京タワーの先端が飛び出た変形印である。
- 図案は『東京タワー』・重要文化財『増上寺三門』
- 使用開始日は1959年（昭和34年）8月1日

## 周辺
- 港区役所
- 愛宕警察署
- 東京慈恵会医科大学・附属病院

## アクセス
- 都営三田線 御成門駅から徒歩約5分
- 都営バス 御成門停留所もしくは慈恵会医大前停留所下車
- 首都高環状線 汐留出入口から西へ、もしくは東京高速道路 新橋出入口から南西へ約1.5km
- 日比谷通り沿い
- 駐車場あり：1台